# Arianne Horemans
Arianne Horemans (15 mei 1989) is een Belgisch voormalig volleybalster.

## Levensloop
Horemans begon met volleyballen bij Bovoc Bouwel, later maakte ze de overstap naar KVC Zoersel en vervolgens VC Zandhoven. In 2009 sloot ze aan bij VC Oudegem en hierop aansluitend bij VDK Gent. Met deze club werd ze in 2011-'12 landskampioen en won ze de Supercup. Ook bereikte ze met deze Gente club dat seizoen de halve finales van de Challenge Cup. In seizoen 2012-'13 trad ze aan bij Asterix Kieldrecht. Ook met deze club won ze zowel de landstitel, als de Supercup. in 2013-'14 kwam ze uit voor Datovoc Tongeren.
Horemans is afkomstig uit Zandhoven en studeerde rechten aan de Universiteit Antwerpen. Haar zus Gwendoline is eveneens actief in het volleybal.